# Sophiegård (Flensborg)
Sophiegård (dansk) eller Sophienhof (tysk) er et område og statistisk distrikt i bydelen Sporskifte i det sydvestlige Flensborg. Sophiegård er beliggende mellem Fredshøj i nord, Friserbjerg og Rude i øst og det centrale Sporskifte i syd. I den danske tid lå området i Sankt Johannis Sogn.
Stednavnet kan føres tilbage til en syd for Flensborg beliggende fåregård. Gården var en af flere kolonistgårde, der blev oprettet på heden syd for Flensborg i 1700-tallet i forsøg at opdyrke og kolonisere de jyske hedeområder (se kartoffeltyskere). Senere blev gården drevet som almindeligt landbrug, indtil den blev overtaget af byen i 1903. I 1970erne blev der opført bolig- og ehversområder på stedet.